# دیوید روچنیک
دیوید روچنیک (متولد ۱۹۵۱) فیلسوف آمریکایی و استاد فلسفهٔ ماریا استاتا در دانشگاه بوستون است.
پروفسور روچنیک، پس از گذراندن دورهٔ دکتری در دانشگاه ایالتی پنسیلوانیا در سال ۱۹۹۵، به تدریس در دانشگاه ایالتی آیووا و کالج ویلیامز پرداخت. او در سال ۱۹۹۵ به گروه فلسفهٔ دانشگاه بوستون پیوست.
1. ↑  Amy Laskowski, "$2.5 Million Gift Creates Maria Stata Professorship," BU Today, May 23, 2013